# فیزیک خرابی
فیزیک خرابی یک تکنیک تحت عمل طراحی قابلیت اطمینان است که از دانش و درک فرایندها و سازوکارهایی که باعث شکست در پیش‌بینی قابلیت اطمینان و بهبود عملکرد محصول می‌شود، استفاده می‌کند.
سایر تعاریف فیزیک خرابی عبارتند از:
- رویکردی مبتنی‌بر-علم به قابلیت اطمینان که از مدل‌سازی و شبیه‌سازی برای طراحی قابلیت اطمینان استفاده می‌کند. این به درک عملکرد سامانه و کاهش ریسک تصمیم‌گیری در طول طراحی و پس از استقرار تجهیزات کمک می‌کند. این روش علل اصلی خرابی مانند فرسودگی، شکستگی، سایش و خوردگی را مدل می‌کند.
- رویکردی برای طراحی و توسعه محصول قابل اطمینان برای جلوگیری از خرابی، بر اساس دانش سازوکارهای خرابی با علت ریشه‌ای. مفهوم فیزیک خرابی (PoF) مبتنی بر درک روابط بین الزامات و ویژگی‌های فیزیکی محصول و تغییرات آنها در فرایندهای تولید و واکنش عناصر تولیدی و مواد محصول به بارها (محرک تنش‌زا) و برهم‌کنش تحت بارها و تأثیر آنها بر تناسب استفاده با توجه به شرایط و زمان استفاده است.[۱]